# Andy Barlow
Andy Barlow é um produtor musical britânico, mais conhecido pelo seu trabalho com a banda de trip hop, "Lamb", que ele co-fundou com Lou Rhodes. Ele também já lançou alguns trabalhos sobe o nome de "Hipoptimist". Atualmente, Andy Barlow é membro da banda "Hoof" e esta trabalhando em um projeto chamado "Luna Seeds".